# Jianchangosaurus
Jianchangosaurus é um gênero fóssil de dinossauro do clado Therizinosauria datado do Cretáceo Inferior da China. Há uma única espécie descrita para o gênero Jianchangosaurus yixianensis. Seus restos fósseis foram encontrados na formação Yixian no oeste da província de Liaoning.